# Jeta
Jeta est une île côtière de la Guinée-Bissau. Il est situé à l'ouest de Pecixe. Sa superficie est de 109 km².